# Thomas Roos
Thomas Roos (født 28. juli 1977) er en dansk dukkefører for en lang række dukker til både reklamefilm, børneprogrammer og voksne satire. Derudover har han i flere år arbejdet som indspilningsleder på Luksusfælden

## Dukkefører i tv-programmerne
- Elmo fra Sesamgade (Elmo) 2009-2010
- Radio Karen (alle dukkerne) 2011 TV2zulu
- Ramajetterne (Øvst) 2015, 2016 DR Ramasjang
- Sprinter Galore (Sprinter Galore) sæson 1,2,3 og 4, 2016, 2017, 2018 Copenhagen Bombay
- Rod i Historien (Rune Sten) 2017 DR Ramasjang
- Ramajetterne jul (Øvst) julekalender 2017 DR Ramasjang
- Snapper & Topper (Topper) 2017-2019 DKM
- Sommer i Ramasjang (Øvst) 2018 DR Ramasjang

Dukkeføre i reklamefilm
- Rose Kylling (kyllingerne) 2015-2016 Rose Kylling
- Kohberg brød tv-reklamefilm (Anton) 2019 Kohberg
- Fabla bjørn online reklamefilm (Fabla bjørn) 2019 IKEA

Dubber
Arbejdsgiver: Dubberman A/S
Tidsperiode: 2009-2010
Stemme til:
Elmo fra sesamegade
City of friends
Zoo lane
Produktion
Video assist
Arbejdsgiver: Danmarks Radio
Tidsperiode: 2006/10 - 2010/11
DR produktioner:
"Sommer"
"Mille"
"Forbrydelsen II"
”Forbrydelsen III”
”Lykke”
Video Assist
Arbejdsgiver: SF- film
Tidsperiode 2013
Tv serie ”Rita 2”
Indspilningsleder
Arbejdsgiver: Metronome Productions
Tidsperiode 2011 – 2020
Program: ”Luksusfælden TV3”
Location manager
Arbejdsgiver: Miso film
Tidsperiode:2018
Film: ”Iqbal – jagten på den indiske juvel”
Rekvisitør assistent
Arbejdsgiver: Regner Grasten Film
Tidsperiode: 2018
Film: ”Team Albert”
Rekvisitør
Arbejdsgiver: Copenhagen Bombay
Tidsperiode: 2018
Tv serie: ”Heino redder julen”
Anden scene erfaring
The Blues Brothers Experience
Teatershow og koncert
Tidsperiode:1997 - 2013
Rolle: Jake Blues

Hovedstadens amatør scene
Tidsperiode: 1999-2001
Skuespiller

Trommen Hørsholm Show Night Las vegas
Tidsperiode 2006
Skuespiller
Rolle: William